# Nezha Bidouane
Nezha Bidouane (arabiska: نزهة بدوان) född 18 september 1969 i Rabat, är en marockansk före detta friidrottare som tävlade i häcklöpning.
Bidouane tillhörde världseliten på 400 meter häck under mitten av 1990-talet med två VM-guld (från 1997 och 2001) på meritlistan samt ett brons från OS 2000. 
Bidouanes personliga rekord på 400 meter häck är 52,90 vilket är afrikanskt rekord.